# Уоркман, Шанель
Шане́ль Уо́ркман-Грэй (англ. Shanelle Workman-Gray; род. 3 августа 1978, Фэрфакс, Виргиния) — американская актриса и продюсер.

## Биография
Шанель Уоркман родилась 3 августа 1978 года в городе Фэрфакс (штат Виргиния, США) в семье директора фирмы-общения Гленна Уоркмана и его жены-домохозяйки Кристал Уоркман. У Шанель есть младший брат — актёр Джимми Уоркман (род. в 1980) и младшая сестра — актриса Ариэль Уинтер (род. в 1998).

## Карьера
Шанель начала свою кинокарьеру в 1990 году. Уоркман владеет детской актёрской школой «GrayStudiosLA» вместе со своим мужем.

## Личная жизнь

### Брак и дети
С 9 сентября 2007 года Шанель замужем за актёром Дэвидом Бэрри Грэем. У супругов есть две дочери — Скайлер Афина Грэй (род.02.05.2009) и Паркер Элени Грэй (род.11.01.2011).

### Опека над сестрой
3 октября 2012 года Уоркман стала временным опекуном своей младшей сестры Ариэль после заявлений о физическом и эмоциональном насилии их матери над Уинтер. Уоркман подала заявление с просьбой о постоянной опеке над сестрой той же зимой. В юности мать Уоркман была лишена опеки над Шанель после подобных обвинений.
5 мая 2014 года суд разрешил Уоркман постоянное опекунство над Ариэль и лишил мать родительских прав.

## Избранная фильмография
| Год  |    | Русское название | Оригинальное название | Роль    |
| ---- | -- | ---------------- | --------------------- | ------- |
| 2007 | мс | Кори в доме      | Cory in the House     | Ванесса |